# فولویو وارگلین
فولویو وارگلین (انگلیسی: Fulvio Varglien؛ ۳ ژانویه ۱۹۳۶ – ۷ ژوئن ۲۰۲۱ (aged 85)) بازیکن فوتبال اهل ایتالیا بود.
از باشگاه‌هایی که در آن بازی کرده‌است می‌توان به باشگاه فوتبال تریستیانا، باشگاه فوتبال لیورنو، باشگاه فوتبال پرو گوریتسیا، و باشگاه فوتبال تورینو اشاره کرد.